# Ünal Karaman
Ünal Karaman (ur. 29 czerwca 1966 w Konyi) – turecki piłkarz grający na pozycji pomocnika. W swojej karierze rozegrał 36 meczów w reprezentacji Turcji, w których strzelił 3 gole.

## Kariera klubowa
Swoją karierę piłkarską Karaman rozpoczynał w rodzinnym mieście Konya, w klubach Konya Et Balık Spor i Konyaspor. W 1984 roku przeszedł do Gaziantepsporu. W sezonie 1984/1985 zadebiutował w nim w pierwszej lidze tureckiej. W Gaziantepsporze grał do końca sezonu 1986/1987, a następnie odszedł do Malatyasporu. W tym klubie grał przez trzy sezony.
Latem 1990 roku Karaman został zawodnikiem Trabzonsporu. W latach 1995 i 1996 wywalczył z Trabzonsporem dwa wicemistrzostwa Turcji. W latach 1992 i 1995 zdobywał Puchar Turcji, a w 1995 roku także Superpuchar Turcji. W Trabzonsporze występował do końca sezonu 1998/1999.
Latem 1999 Karaman przeszedł do MKE Ankaragücü. W 2000 roku zakończył w nim swoją karierę.
| Sezon   | Klub           | Kraj   | Rozgrywki | Mecze | Bramki |
| ------- | -------------- | ------ | --------- | ----- | ------ |
| 1984/85 | Gaziantepspor  | Turcja | 1. Lig    | ?     | ?      |
| 1985/86 | Gaziantepspor  | Turcja | 1. Lig    | ?     | ?      |
| 1986/87 | Gaziantepspor  | Turcja | 1. Lig    | ?     | ?      |
| 1987/88 | Malatyaspor    | Turcja | 1. Lig    | 36    | 7      |
| 1988/89 | Malatyaspor    | Turcja | 1. Lig    | 32    | 8      |
| 1989/90 | Malatyaspor    | Turcja | 1. Lig    | 23    | 8      |
| 1990/91 | Trabzonspor    | Turcja | 1. Lig    | 20    | 3      |
| 1991/92 | Trabzonspor    | Turcja | 1. Lig    | 19    | 11     |
| 1992/93 | Trabzonspor    | Turcja | 1. Lig    | 24    | 6      |
| 1993/94 | Trabzonspor    | Turcja | 1. Lig    | 22    | 5      |
| 1994/95 | Trabzonspor    | Turcja | 1. Lig    | 26    | 5      |
| 1995/96 | Trabzonspor    | Turcja | 1. Lig    | 22    | 5      |
| 1996/97 | Trabzonspor    | Turcja | 1. Lig    | 31    | 6      |
| 1997/98 | Trabzonspor    | Turcja | 1. Lig    | 32    | 3      |
| 1998/99 | Trabzonspor    | Turcja | 1. Lig    | 22    | 2      |
| 1999/00 | MKE Ankaragücü | Turcja | 1. Lig    | 20    | 4      |

## Kariera reprezentacyjna
W reprezentacji Turcji Karaman zadebiutował 16 października 1985 roku w przegranym 0:5 meczu eliminacji do MŚ 1986 z Anglią. W swojej karierze grał też w eliminacjach do Euro 88, MŚ 1990, Euro 92 i MŚ 1994. Od 1985 do 1996 roku rozegrał w kadrze narodowej 36 meczów i strzelił w nich 3 gole.

## Kariera trenerska
Po zakończeniu kariery piłkarskiej Karaman został trenerem. W latach 2000-2004 był asystentem Şenola Güneşa w reprezentacji Turcji, a w 2004 roku sam krótko był selekcjonerem kadry narodowej. W latach 2004-2006 prowadził kadrę B, a w latach 2006-2007 - reprezentację U-21.
W 2007 roku Karaman został trenerem Konyasporu. W 2008 roku pracował w MKE Ankaragücü, a w 2009 roku ponownie w Konyasporze.